# Hilara crassitibia
Hilara crassitibia är en tvåvingeart som beskrevs av Smith 1969. Hilara crassitibia ingår i släktet Hilara och familjen dansflugor. Inga underarter finns listade i Catalogue of Life.